# 곤지암초등학교
곤지암초등학교는 대한민국 경기도 광주시 곤지암읍 곤지암리에 있는 공립 초등학교이다.

## 학교 연혁
- 1923년 4월 3일  곤지암공립보통학교 개교(4년제 4학급)
- 1935년 5월 1일  만선간이학교 개설
- 1971년 3월 1일  도궁분교 개설
- 1981년 3월 5일  병설유치원 개원
- 1996년 3월 1일  곤지암초등학교 개명
- 2018년 3월 1일  혁신학교 지정
- 2021년 1월 15일 제95회 졸업식 (93명 졸업, 총 9,989명)
- 2021년 3월 1일  제28대 유재란 교장 취임
- 2021년 3월 1일  23학급편성(특수학급 2학급포함), 병설유치원 5학급 편성

## 참고 자료
- 곤지암초등학교 - 한국교육학술정보원 학교알리미